# Lauren Rembi
Lauren Rembi (París, 9 de marzo de 1992) es una deportista francesa que compite en esgrima, especialista en la modalidad de sable. Su hermana Joséphin compite en el mismo deporte.
Ganó una medalla de oro en el Campeonato Mundial de Esgrima de 2025 y tres medallas en el Campeonato Europeo de Esgrima entre los años 2016 y 2022.
Participó en los Juegos Olímpicos de Río de Janeiro 2016, ocupando el séptimo lugar en el torneo por equipos y el cuarto en la prueba individual.

## Palmarés internacional
| Campeonato Mundial | Campeonato Mundial | Campeonato Mundial | Campeonato Mundial |
| Año                | Lugar              | Medalla            | Prueba             |
| ------------------ | ------------------ | ------------------ | ------------------ |
| 2025               | Tiflis (Georgia)   | Medalla de oro     | Espada por equipos |
| Campeonato Europeo |                    |                    |                    |
| Año                | Lugar              | Medalla            | Prueba             |
| 2016               | Toruń (Polonia)    | Medalla de plata   | Espada por equipos |
| 2017               | Tiflis (Georgia)   | Medalla de oro     | Espada por equipos |
| 2022               | Antalya (Turquía)  | Medalla de oro     | Espada por equipos |